# Traganum
Traganum é um género botânico pertencente à família Amaranthaceae.

## Espécies
- Traganum nudatum